# Прапор Славська
Пра́пор Славська — офіційний символ селища Славсько Стрийського району Львівської області. Затверджений 22 серпня 2000 року рішенням сесії Славської селищної ради. 
Автор проекту — А. Гречило.

## Опис
Квадратне полотнище, на білому тлі з нижніх кутів до середини верхнього краю йде відділений ялиноподібно зелений клин, на якому три покладені навхрест жовті мечі, повернуті вістрями вгору. 

## Зміст
Ялиноподібне січення та зелений колір уособлюють Карпатські гори та багатство і красу навколишньої природи. Срібний (на прапорі — білий) колір означає чистоту гірського повітря, а також символізує сніг та підкреслює значення Славського як зимового гірськолижного курорту. Три золоті мечі відображають одну з легенд про походження назви поселення від дружинників князя Святослава Володимировича. Меч також є атрибутом Архангела Михаїла — давнього покровителя селища та місцевої церкви.